# USS Boise (CL-47)
L'USS Boise (hull classification symbol CL-47), prima nave da guerra statunitense a essere nominata in onore della città di Boise in Idaho, è stato un incrociatore leggero della United States Navy, appartenente alla classe Brooklyn. Fu varato il 3 dicembre 1936 ed entrò in servizio il 12 agosto 1938.

## Servizio
Nel corso della seconda guerra mondiale il Boise operò nel corso del 1942 nel Pacifico prendendo parte alla campagna di Guadalcanal; nella battaglia di Capo Speranza contribuì all'affondamento dell'incrociatore pesante Furutaka: il Boise fu però a sua volta inquadrato dall'incrociatore Kinugasa e alcune granate da 203 mm colpirono il magazzino munizioni tra le torri 1 e 2 di prua. L'esplosione uccise 117 componenti dell'equipaggio, tra cui tutti coloro che occupavano le tre torri prodiere. Il Boise fece ritorno al cantiere navale di Filadelfia, dove venne sottoposto ai lavori di riparazione dal 19 novembre 1942 al 20 marzo 1943 ed al rientro in servizio venne inviato nel Mar Mediterraneo dove si unì a Brooklyn, Philadelphia e Savannah che nel novembre 1942 avevano preso parte agli sbarchi in Africa settentrionale bombardando postazioni di militari fedeli al governo di Vichy rispettivamente a Fedhala, Safi e Kasba nel Marocco francese.
A luglio 1943 le stesse unità, con l'aggiunta del Boise, effettuarono numerosi bombardamenti controcosta durante lo sbarco in Sicilia e le successive fasi dell'avanzata alleata verso lo stretto di Messina. L'8 settembre, in concomitanza alla proclamazione dell'armistizio firmato dall'Italia, avveniva lo sbarco di Salerno, cui presero parte Philadelphia e Savannah, mentre contemporaneamente il Boise prendeva parte all'occupazione della base navale di Taranto per poi raggiungere nei giorni successivi il golfo di Salerno.
A novembre il Boise fece ritorno negli Stati Uniti per poi essere inviato alla fine dell'anno nuovamente nell'area del Pacifico dove prese parte a numerose azioni, tra cui la battaglia del Golfo di Leyte dell'ottobre 1944 e ospitando a bordo in due occasioni anche il generale Douglas MacArthur.
Al termine del secondo conflitto mondiale come tutti i Brooklyn fu collocato in riserva, andando in disarmo il 1º luglio 1946.

### La cessione all'Argentina
Ceduto all'Armada de la República Argentina nel 1951 in base al Mutual Defense Assistance Program, fu ribattezzato ARA Nueve de Julio: prestò servizio sino al 1977.